# Мартін Шаудт
Мартін Шаудт (нім. Martin Schaudt, 7 грудня 1958) — німецький вершник.
Олімпійський чемпіон 1996 (командна виїздка), 2004 (командна виїздка) років.
Чемпіон Європи з виїздки 1995 року в командній виїздці.